# The Graduate
The Graduate is een film uit 1967 van Mike Nichols met in de hoofdrollen Anne Bancroft en Dustin Hoffman. De film is gebaseerd op de gelijknamige roman van Charles Webb uit 1963.
The Graduate betekende de doorbraak van Dustin Hoffman en leverde Anne Bancroft een Oscarnominatie op. De film dankt zijn bekendheid ook aan de muziek van Simon and Garfunkel. Het nummer Mrs. Robinson werd een hit na het uitkomen van de film. In 1996 werd The Graduate geselecteerd om geconserveerd te worden in the U.S. National Film Registry. De film staat op de 19e plaats van films met de meeste inkomsten in de VS en Canada.

## Verhaal
Benjamin Braddock is nog net geen 21, pas afgestudeerd en staat op het punt de wereld van de volwassenheid in te trekken. Zijn trotse ouders geven hem een Alfa Romeo Spider en een eindexamenfeestje dat voornamelijk wordt bezocht door Benjamins ouders' vrienden. Benjamin wordt gek van alle vragen over zijn toekomstplannen. Hij voelt zich erg oncomfortabel op zijn eigen feestje en is dan ook blij als mevrouw Robinson, een vriendin van zijn ouders, vraagt of hij haar naar huis wil brengen. Eenmaal thuis probeert mevrouw Robinson om Benjamin te verleiden, maar die poging mislukt als haar man thuis komt. Niet lang daarna ontmoet Benjamin mevrouw Robinson in een hotel en begint een verhouding met haar. Al snel ontdekt Benjamin dat de relatie erg leeg is. Zijn bedpartner is alleen geïnteresseerd in seks en wil nergens over praten. Als Benjamin later de dochter van de Robinsons, Elaine, ontmoet, wordt hij verliefd. Maar haar moeder is des duivels en waarschuwt Benjamin dat hij weg moet blijven van haar dochter. Benjamin laat zich niet weerhouden en biecht zijn affaire op aan Elaine in de hoop dat zij het door de vingers zal zien. Elaine is echter razend en vlucht terug naar haar universiteit. Als Benjamin haar achterna gaat en een ontmoeting weet te organiseren, bijt Elaine hem toe dat ze niet wil omgaan met de verkrachter van haar moeder. Als Benjamin ontkent, gelooft Elaine hem aanvankelijk niet. Later gaat ze toch naar Benjamin en de twee zoeken troost bij elkaar. Als Benjamin voorstelt te trouwen, zegt Elaine dat ze ook een aanzoek heeft gehad van haar medestudent Carl.
De zaak komt in een stroomversnelling als de vader van Elaine achter de verhouding tussen Benjamin en zijn vrouw komt. Hij start een scheidingsprocedure en bedreigt Benjamin. Elaine is bang voor de woede van haar vader en vlucht naar Carl. Benjamin hoort dat Elaine en Carl gaan trouwen in Santa Barbara. Hij onderbreekt de huwelijksceremonie en vlucht weg met Elaine. Het tweetal weet te ontkomen door op de bus te stappen. De film eindigt met Elaine en Benjamin op de achterbank, beiden wegdromend in het geluk elkaar gevonden te hebben. Maar ze beginnen zich daarna ongemakkelijker te voelen en lijken zich te realiseren dat ze een onzekere toekomst tegemoet gaan.

## Rolverdeling
| Acteur           | Personage         |
| ---------------- | ----------------- |
| Dustin Hoffman   | Benjamin Braddock |
| Anne Bancroft    | Mrs. Robinson     |
| Katharine Ross   | Elaine Robinson   |
| Murray Hamilton  | Mr. Robinson      |
| Elizabeth Wilson | Mrs. Braddock     |

## Achtergrond
Het thema van de film is volwassen worden. Benjamin Braddock is nog net geen 21, dus nog niet volwassen. Hij gedraagt zich als een kind door dagen door te brengen in het zwembad. Niet voor niets herbergt de film veel verwijzingen naar de baarmoeder. Zoals het al eerder genoemde zwembad, een close-up van de heupen van het vriendinnetje van Elaine en uiteraard de seksuele relatie met de moederfiguur. Mrs. Robinson staat ook voor de leegheid van Benjamins luie leventje. Ze wil nergens over praten, alleen maar toegeven aan seks. Pas als Benjamin ontdekt dat er meer is in het leven dan het najagen van hersenloos plezier wordt hij volwassen en kan hij trouwen met Elaine. Regisseur Mike Nichols onderstreept dit door een aantal cameratechnieken toe te passen. In de scène waar Benjamin naar Elaine holt, filmt hij Dustin Hoffman als deze van een zekere afstand recht op de camera afloopt. Dit heeft het effect alsof het personage schijnbaar doelloos voortbeweegt. In een andere scène loopt Benjamin van rechts naar links op het scherm. Dit is tegen de heersende code. In andere Hollywoodfilms bewegen de acteurs van links naar rechts. Door Benjamin van rechts naar links te laten bewegen wordt de suggestie gewekt dat hij de verkeerde kant op gaat en alweer doelloos is.

## Scenario
Het scenario voor de film is gebaseerd op het gelijknamige boek van Charles Webb uit 1963. Webb schreef het boek kort na het behalen van zijn eindexamen op Williams College. Mike Nichols vroeg aan Calder Willingham om een scenario te schrijven. Willingham schreef een kladversie die Nichols liet herschrijven. Uiteindelijk was het Buck Henry als vierde scenarist die het definitieve scenario schreef. Aanvankelijk was Willingham niet opgenomen als co-scenarist en de schrijver diende een protest in bij zijn vakbond. Zijn eis werd toegewezen omdat beide schrijvers aanzienlijke delen van de dialoog hadden bijgedragen.

## Acteurs
The Graduate is voor altijd verbonden met Dustin Hoffman en Anne Bancroft. Toch waren beiden acteurs beslist niet de eerste keus voor de rol. Regisseur Mike Nichols had eerst de Franse actrice Jeanne Moreau voor ogen. In zijn ogen was het in Frankrijk normaal dat oudere vrouwen jongere mannen ontmaagden. De producenten Joseph E. Levine en Lawrence Turman spraken echter een veto uit. Nichols moest nu op zoek naar een andere kandidaat. Ava Gardner, Grayson Hall en Susan Hayward waren niet geïnteresseerd. Judy Garland werd overwogen maar te licht bevonden, waarna de producers Doris Day benaderden. Turman stuurde een exemplaar van het boek naar Day die de rol echter afwees. Ze vond het idee om in bed te liggen met een veel jongere man te belachelijk voor woorden. De volgende kandidaat was Patricia Neal. Neal was echter herstellende van een beroerte en kon nog niet werken, waarna de rol naar Anne Bancroft ging.
De rol van Benjamin kostte nog meer hoofdbrekens. Warren Beatty en Robert Redford deden auditie maar werden afgewezen. Nichols zocht namelijk niet een versierderstype, maar juist een jongsachtig en onhandig type. Toen Redford vroeg waarom hij afgewezen was, zei Nichols: Ben jij weleens afgewezen door een meisje?. De verbaasde Redford antwoordde: Afgewezen? Wat bedoel je?. De zoektocht ging dus door. Jack Nicholson werd overwogen maar viel af, evenals Lee Stanley. Charles Grodin kreeg de rol bijna, maar alles liep mis op zijn salariseisen. Burt Ward weigerde de rol omdat hij Robin ging spelen in de nieuwe Batman-serie. Ook Hoffman had eigenlijk andere filmplannen. Hij was door Mel Brooks, de man van Anne Bancroft, gekozen voor de film The Producers. Hoffman vroeg aan Brooks toestemming om toch auditie te doen. Brooks die het scenario enigszins kende via zijn vrouw was ervan overtuigd dat Hoffman de rol nooit zou krijgen en gaf toestemming. Nichols was echter verrukt door het optreden van Hoffman. Hoewel Hoffman al bijna dertig was, zag hij er uit als achttien (Anne Bancroft was in werkelijkheid slechts acht jaar ouder). Hij stond te klunzen tijdens de auditie en ergerde Katharine Ross door onhandig haar billen te betasten. Het was juist de onhandigheid in combinatie met zijn jeugdige uiterlijk die de doorslag gaf.
De rol van Elaine had minder voeten in de aarde. Patte Duke en Nathalie Wood weigerden om verschillende redenen, Sally Field en Candice Bergen werden afgewezen. Gene Hackman die nog een kamer met Hoffman had gedeeld in hun studententijd, kreeg de rol van Mr. Robinson, maar werd na een paar weken ontslagen.

## Productie

### Opnames
Tijdens de opnames werd nogal geïmproviseerd. Dustin Hoffman besloot de eerste seksscène in het hotel te verlevendigen door een greep te doen naar de borsten van Anne Bancroft. Hij herinnerde zich nog hoe hij als schooljongen samen met zijn vriendjes net deed of hij zijn jas uittrok om vervolgens op nonchalante wijze meisjesborsten te betasten. Noch Bancroft, noch regisseur Mike Nichols wisten wat Hoffman ging doen. Toen Hoffman zijn idee uitvoerde schrok de totaal verraste Bancroft zo erg dat de regisseur in lachen uitbarstte. Hoffman viel hem bij en kon niet meer ophouden. Hij wendde zich af van de camera en sloeg met zijn hoofd tegen de muur om het lachen te stoppen. Nichols vond het resultaat zo leuk dat hij het in de film liet. Een andere '"improvisatie" ontstond bij de eindscène van de film. Regisseur Nichols bleef tegen Hoffman en Katharine Ross schreeuwen dat ze moesten lachen tijdens de busscène. Het duo lachte tijdens de opname, maar was zo bang geworden door het geschreeuw, dat ze gelijk ophielden in de veronderstelling dat de opnames klaar waren. Vervolgens keken ze allebei wat verlegen weg van de camera. Nichols behield deze onbedoelde improvisatie in de montage.

### Locaties
De opnames op de universiteit werd gemaakt op de campus van de USC in Los Angeles en de campus van UC Berkeley. Andere delen werd gefilmd op de UCLA universiteit in Los Angeles. Ook werden opnames gemaakt in Berkeley op Durant Avenue en Telgraph Avenue. De hotelscènes werden gefilmd in het Ambassador Hotel, terwijl United Methodist Church in LaVerne model stond voor de kerk voor het huwelijk tussen Carl en Elaine. Het huis van de familie Robinson was een huis op North Palm Drive in Beverley Hills.

## Filmmuziek
Regisseur Mike Nichols stond er op dat het duo Simon & Garfunkel de muziek voor de film zou maken. Producer Lawrence Turman sloot een contract met Paul Simon voor drie nieuwe liedjes voor de film. Simon had echter weinig tijd. Hij was constant op tournee met Art Garfunkel en toen de film bijna klaar was, had hij nog maar een liedje geschreven. Twee nummers die Simon eerder had aangedragen, Punky's Dilemma en A Hazy Shade of Winter, waren door Nichols afgewezen. Nichols smeekte Simon om een extra liedje voor de film. Om Nichols tegemoet te komen speelde Simon een liedje dat hem de laatste week door het hoofd speelde. Het liedje had de werktitel Mrs. Roosevelt en ging over Eleanor Roosevelt. Simon mompelde iets over Joe DiMaggio en hoorde Nichols plotseling roepen dat hij de titel moest veranderen in Mrs. Robinson. In de film zingen Simon and Garfunkel overigens alleen het refrein. De muziek van de film was erg populair en verdreef zelfs het White Album van de The Beatles van de eerste plaats.

## Citaten
- Mrs. Robinson, you're trying to seduce me. Aren't you?

## Prijzen
Mike Nichols won een Oscar in de categorie Beste regie. De film ontving een BAFTA Award voor Beste film en beste montage (Sam O'Steen).